# Lepidophyma gaigeae
Lepidophyma gaigeae är en ödleart som beskrevs av Mosauer 1936. Lepidophyma gaigeae ingår i släktet Lepidophyma och familjen nattödlor. IUCN kategoriserar arten globalt som sårbar. Inga underarter finns listade i Catalogue of Life.
Arten förekommer i östra Mexiko i delstaten Queretaro och i angränsande områden. Den vistas i bergstrakter mellan 1800 och 2200 meter över havet. Lepidophyma gaigeae lever i blandskogar och i buskskogar. Honor lägger inga ägg utan föder levande ungar.